# Per Delsing

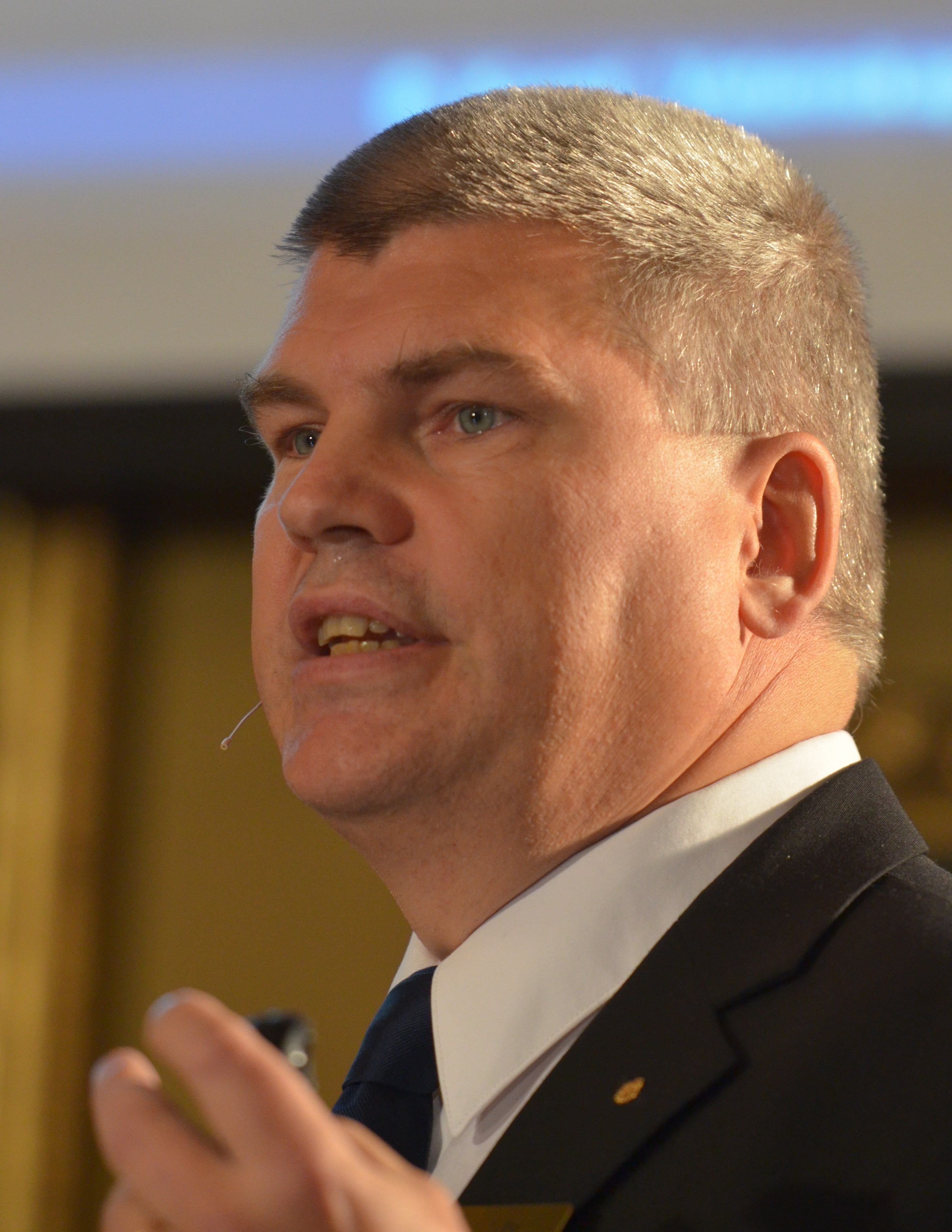
Per Delsing

Per Delsing, född 1959, är en svensk fysiker och professor i experimentell fysik vid Chalmers tekniska högskola.

## Biografi
Per Delsing studerade vid Lunds universitet där han 1984 tog civilingenjörsexamen i teknisk fysik. Han disputerade 1990 vid Chalmers tekniska högskola på en avhandling om transport av elektroner en och en i små tunnelövergångar. År 1991 fick han en tjänst som forskarassistent vid Göteborgs universitet, där han 1994 blev docent och samma år fick en tjänst som universitetslektor. År 1995 fick han en särskild forskartjänst vid Naturvetenskapliga forskningsrådet och sedan 1 juni 1997 är han professor i experimentell fysik, med inriktning mot tunnling och en-elektron-elektronik, vid Chalmers.
Delsings forskningsområde är relaterat till nanoteknik, kvantfysik och så kallad en-elektronik, där elektroner rör sig en och en bland annat genom tunneleffekten. Han är känd för sin utveckling av radiofrekventa enelektrontransistorer  och för att ha lyckats demonstrera den dynamiska Casimireffekten och därmed skapa ljus ur vakuum. 
På senare år har en betydande del av hans forskning varit relaterad till kvantdatorer. Sedan 2018 leder han en stor svensk forskningssatsning inom kvantteknologi – Wallenberg Centre for Quantum Technology – inom vilken fokus ligger på att bygga en kvantdator med, för vissa typer av problem, långt större beräkningskraft än dagens bästa superdatorer.
Delsing är sedan 1999 ledamot av Ingenjörsvetenskapsakademien, och sedan 2007 även av Vetenskapsakademien. Åren 2007–2015 var han ledamot i Nobelkommittén för fysik.
Delsing har (2024) fler än 120 referentgranskade vetenskapliga publiceringar i Chalmers publikationsdatabas (CPL). Hans publicering har 2024 enligt Google Scholar över 15 000 citeringar och ett h-index på 64.

### Familj
Per Delsing är bror till Jerker Delsing och Lars-Olof Delsing.

## Utmärkelser
- 1999 - ledamot av Ingenjörsvetenskapsakademien
- 2007 - ledamot av Vetenskapsakademien[7]

- 2009 - tilldelad Gustaf Dalénmedaljen för "hans framstående vetenskapliga insatser, sin förmåga att leda och stimulera till en kreativ forskningsmiljö och för hans starka bidrag till utveckling av nanoteknologi i Sverige."[3] Priskommittén framhåller att "Delsing kombinerar ett mycket gott sinne för moderna mätmetoder och mätgränser med en god fysikalisk förståelse. Hans för förmåga att leda och stimulera till en kreativ forskningsmiljö kommer särskilt till uttryck genom att han har låtit doktorander och post-doktorer utvecklas till självständiga forskare med internationell framgång. Genom sina insatser har han stärkt Chalmers forskningsrenommé såväl nationellt som internationellt och trots många erbjudanden från prestigefyllda universitet har han valt att stanna vid Chalmers."[3]